# Liste der im Nationalsozialismus ermordeten Mitglieder der Hamburgischen Bürgerschaft

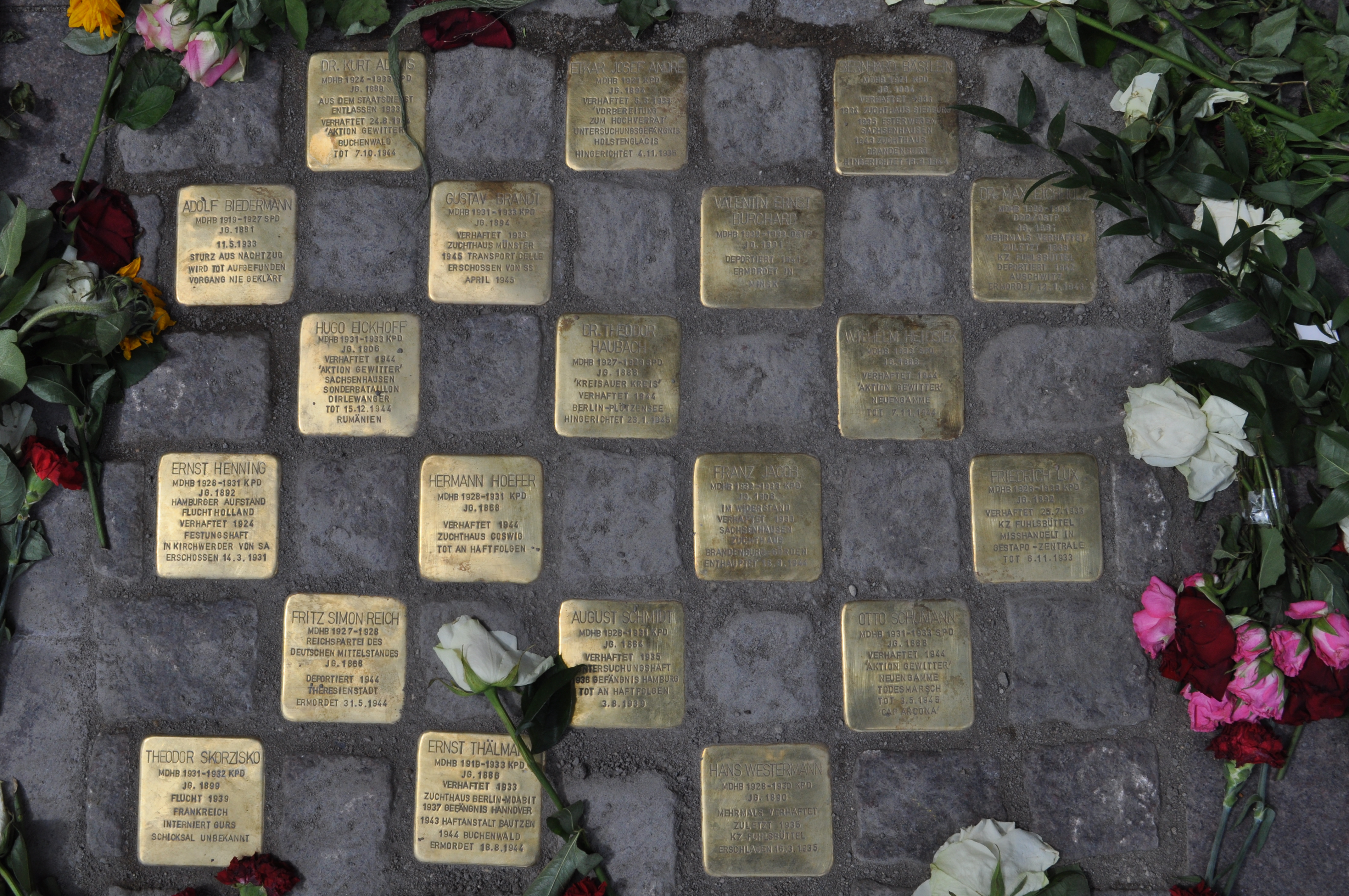
Vor dem Hamburger Rathaus verlegte Stolpersteine für 20 Mitglieder der Hamburgischen Bürgerschaft, die Opfer des Nationalsozialismus wurden.

Die Liste der im Nationalsozialismus ermordeten Mitglieder der Hamburgischen Bürgerschaft umfasst 23 Bürgerschaftsabgeordnete, die während der Weimarer Republik Mandate in der Hamburgischen Bürgerschaft hatten und in der Zeit des Nationalsozialismus verfolgt und ermordet wurden. Es handelt sich um vierzehn Mitglieder der Kommunistischen Partei, fünf Abgeordnete der Sozialdemokratischen Partei, zwei der Deutschen Demokratischen Partei bzw. der Deutschen Staatspartei und einen der Wirtschaftspartei.
Seit 1981 ist im Hamburger Rathaus am Aufgang zum Plenarsaal der Bürgerschaft eine Gedenktafel angebracht, der Text lautet: „Zum Ehren und Gedenken an die Mitglieder der Bürgerschaft die nach 1933 Opfer totalitärer Verfolgung wurden.“

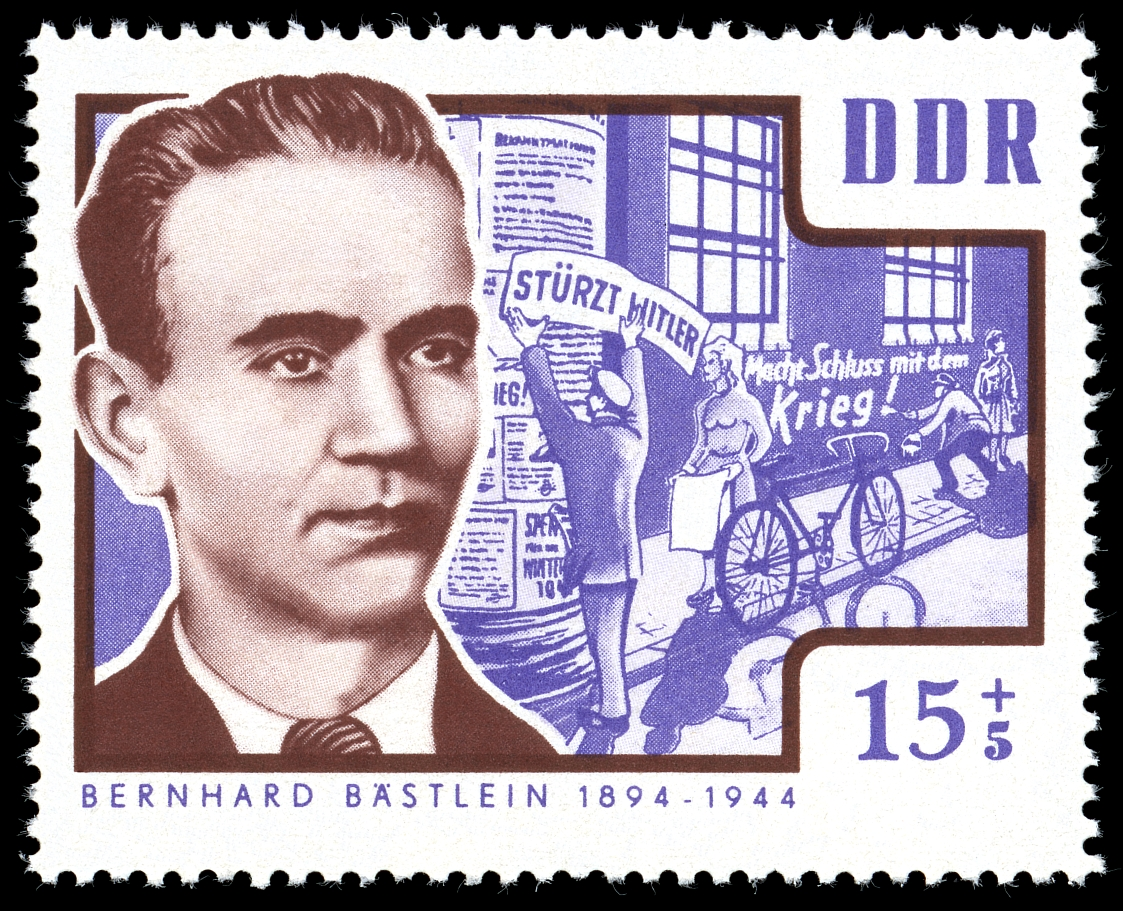
Bernhard Bästlein

Adolf Biedermann

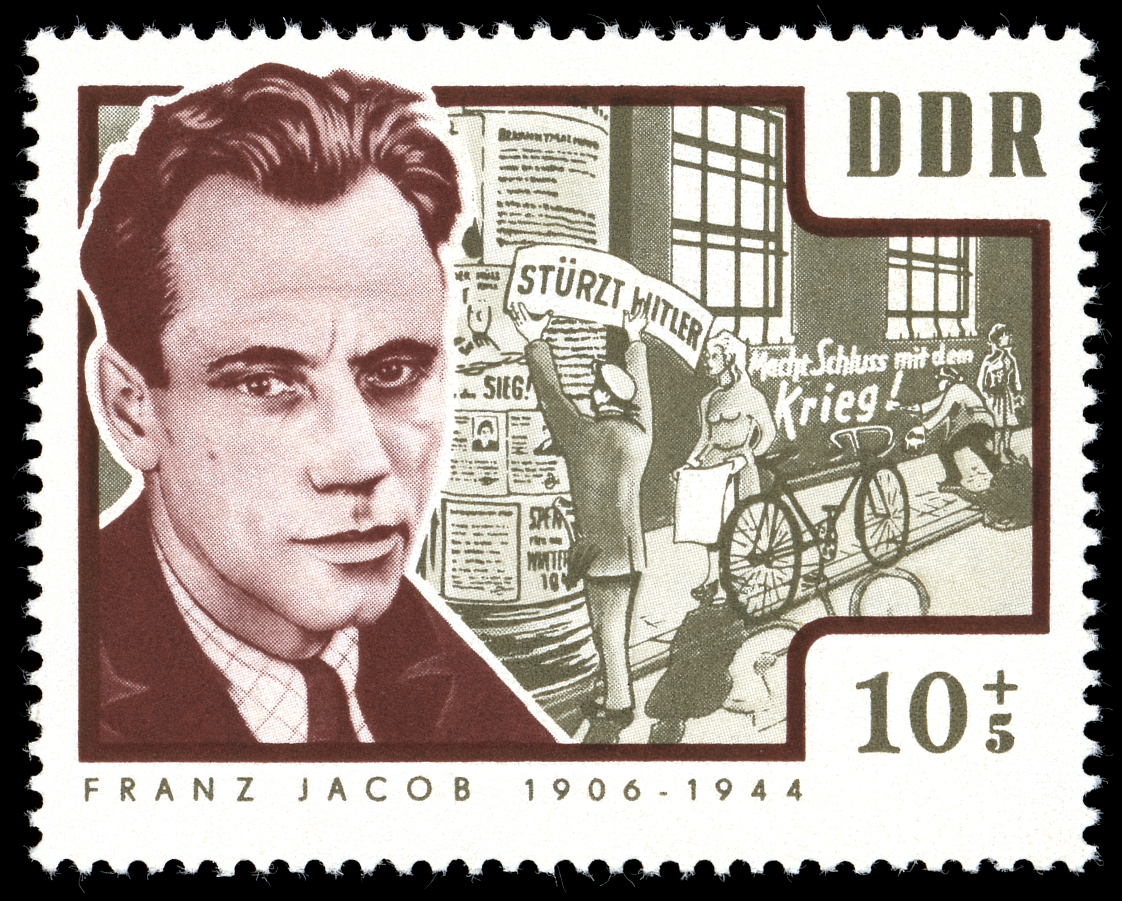
Franz Jacob

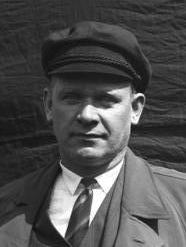
Ernst Thälmann

Am 8. Juni 2012 wurden in Hamburg vor dem Rathaus Stolpersteine für die ermordeten Mitglieder der Hamburger Bürgerschaft verlegt.
- Kurt Adams (geb. 15. Dezember 1889 Hamburg, gest. 7. Oktober 1944 KZ Buchenwald)

war Mitglied der Hamburgischen Bürgerschaft von 1924 bis 1933 als Abgeordneter der SPD, Studienrat und von 1929 bis 1933 Direktor der Hamburger Volkshochschule. 1944 wurde er nach dem gescheiterten Attentat vom 20. Juli während der Aktion Gitter verhaftet und in das KZ Buchenwald eingewiesen, dort starb er an einer Hirnhautentzündung.
- Etkar André (geb. 17. Januar 1894 Aachen, gest. 4. November 1936 Hamburg)

war Mitglied der Hamburgischen Bürgerschaft von 1927 bis 1933 als Abgeordneter der KPD, Hafenarbeiter und Mitglied der KPD-Bezirksleitung Wasserkante. Er wurde am 5. März 1933 verhaftet, 1936 bei einem Prozess vor dem Hanseatischen Oberlandesgericht zum Tode verurteilt und im Hof des Untersuchungsgefängnis an der Holstenglacis hingerichtet.
- Bernhard Bästlein (geb. 3. Dezember 1894 Hamburg, gest. 18. September 1944 Zuchthaus Brandenburg)

war Mitglied der Hamburgischen Bürgerschaft 1921 als Abgeordneter der KPD, Feinmechaniker, wiederholt inhaftiert und 1940 Mitbegründer der Bästlein-Jacob-Abshagen-Gruppe. Im Mai 1944 ein weiteres Mal verhaftet, am 5. September 1944, wie Franz Jacob, zum Tode verurteilt und im Zuchthaus Brandenburg hingerichtet.
- Adolf Biedermann (geb. 30. März 1881 Hamburg, gest. 11. Mai 1933 Recklinghausen)

war Mitglied der Hamburgischen Bürgerschaft von 1919 bis 1927 als Abgeordneter der SPD, Angestellter und Abgeordneter des Reichstags von 1926 bis 1933. Auf den Bahngleisen bei Recklinghausen ermordet aufgefunden.
- Gustav Brandt (geb. 4. April 1894 Wolstorf, gest. Frühjahr 1945 Werl)

war Mitglied der Hamburgischen Bürgerschaft von 1931 bis 1933 als Abgeordneter der KPD, Seemann und Werftarbeiter. 1933 im Prozess um den Altonaer Blutsonntag zu elf Jahren Zuchthaus verurteilt. Auf einem Transport vom Zuchthaus Werl nach Celle von der SS erschossen.
- Valentin Ernst Burchard (geb. 26. Januar 1881 Hamburg, genauer Todestag und -ort unbekannt)

war Mitglied der Hamburgischen Bürgerschaft von 1932 bis 1933 als Abgeordneter der Deutschen Staatspartei (DStP, zuvor Deutsche Demokratische Partei), Kaufmann. Er wurde am 8. November 1941 in das Ghetto Minsk deportiert und ist seitdem verschollen.
- Max Eichholz (geb. 3. Dezember 1881 Hamburg, gest. 12. Januar 1943 KZ Auschwitz)

war Mitglied der Hamburgischen Bürgerschaft von 1921 bis 1933 als Abgeordneter der DDP (ab 1930: DStP), Rechtsanwalt. Er wurde mehrfach verhaftet und schließlich im KZ Auschwitz ermordet.
- Hugo Eickhoff (geb. 26. September 1906 Wandsbek, gest. 15. Dezember 1944 in Focșani / Rumänien)

war Mitglied der Hamburgischen Bürgerschaft von 1931 bis 1933 als Abgeordneter der KPD, Angestellter. Er wurde verhaftet und im KZ Sachsenhausen untergebracht, später dem Sonderbataillon Dirlewanger zugeteilt. Er fiel in Focșani in Rumänien.
- Theodor Haubach (geb. 15. September 1896 Frankfurt am Main, gest. 23. Januar 1945 Berlin)

war Mitglied der Hamburgischen Bürgerschaft von 1928 bis 1929 als Abgeordneter der SPD und von 1923 bis 1928 Redakteur beim Hamburger Echo. 1944 als Angehöriger des Kreisauer Kreises verhaftet, im Januar 1945 zum Tode verurteilt und gehenkt.
- Wilhelm Heidsiek (geb. 4. Januar 1888 Preußisch-Oldendorf, gest. 7. November 1944 KZ Neuengamme)

war Mitglied der Hamburgischen Bürgerschaft im Jahr 1933 als Abgeordneter der SPD. Er starb im KZ Neuengamme.
- Ernst Henning (geb. 12. Oktober 1892 Magdeburg, gest. 14. März 1931 Hamburg-Kirchwerder)

war Mitglied der Hamburgischen Bürgerschaft von 1928 bis 1931 als Abgeordneter der KPD, Arbeiter. Er wurde in einem Omnibus von SA-Mitgliedern erschossen.
- Hermann Hoefer (geb. 21. August 1868 Hamburg, gest. 13. Dezember 1945 Hamburg)

war Mitglied der Hamburgischen Bürgerschaft von 1928 bis 1931 als Abgeordneter der KPD, Lehrer und Mitglied der Bästlein-Jacob-Abshagen-Gruppe. Am 17. Juni 1944 verhaftet und bis zu seiner Befreiung am 23. April 1945 im Zuchthaus Coswig untergebracht. Er starb an den Folgen der Haft.
- Heinrich Louis Erich Hoffmann (geb. 12. Januar 1885 Goldberg/Schlesien, gest. 7. Juli 1936 Hamburg)

fuhr von 1902 -1909 zur See, war Vorsitzender des Arbeiterrats bei Blohm & Voss, war Mitglied der Hamburgischen Bürgerschaft von 1920 bis 1927 als Abgeordneter der KPD, Hafenarbeiter und Journalist. Von den Nazis in den Tod getrieben.
- Franz Jacob (geb. 9. August 1906 Hamburg, gest. 18. September 1944 Zuchthaus Brandenburg)

war Mitglied der Hamburgischen Bürgerschaft von 1932 bis 1933 als Abgeordneter der KPD, Schlosser, wiederholt inhaftiert und 1940 Mitbegründer der Bästlein-Jacob-Abshagen-Gruppe. Am 4. Juli 1944 ein weiteres Mal verhaftet, am 5. September 1944, wie Bernhard Bästlein, zum Tode verurteilt und im Zuchthaus Brandenburg hingerichtet.
- Fritz Lux (geb. 28. September 1892 Imten/Ostpreußen, gest. 6. November 1933 Hamburg-Fuhlsbüttel)

war Mitglied der Hamburgischen Bürgerschaft von 1928 bis 1933 als Abgeordneter der KPD, Hafenarbeiter. Er wurde am 25. Juli 1933 vom Kommando zur besonderen Verwendung verhaftet, in Schutzhaft genommen und schwer misshandelt. Er starb im Gefängnis Fuhlsbüttel an den Verletzungen.
- Max Mendel (geb. 19. Mai 1872 Hamburg; gest. 10. August 1942 Ghetto Theresienstadt)

war von 1925 bis 1929 sozialdemokratischer Senator, zudem Kaufmann, Konsumgenossenschafter, Vorstands- und Aufsichtsratsmitglied; er wurde am 19. Juli 1942 in das Ghetto Theresienstadt deportiert.
- Adolf Panzner (geb. 4. August 1892 Hamburg, gest. 6. Februar 1944 Rickling)

war 1931 Mitglied der Hamburgischen Bürgerschaft als Abgeordneter der KPD, Nachfolger des ermordeten Ernst Henning, kaufmännischer Angestellter. Er wurde mehrfach verhaftet und starb an den Folgen schwerer Misshandlungen.
- Fritz Reich (geb. 31. August 1886 in Königsberg, genauer Todestag und -ort unbekannt, vom Amtsgericht Hamburg festgesetztes Todesdatum: 31. Mai 1944)

war 1927/28 Mitglied der Hamburgischen Bürgerschaft als Abgeordneter der Wirtschaftspartei, Kaufmann. Wurde nach dem Novemberpogrom 1939 zum Umzug von der Uhlenhorst zum Grindel gezwungen. Im Januar 1944 in das KZ Theresienstadt deportiert und dort oder in einem der Vernichtungslager ermordet.
- August Schmidt (geb. 13. Juli 1884 Königsaue bei Quedlinburg, gest. 3. August 1939 Hamburg)

war Mitglied der Hamburgischen Bürgerschaft von 1928 bis 1931 als Abgeordneter der KPD, Werftarbeiter. Am 17. September 1935 verhaftet, 1936 zu zwei Jahren Gefängnis verurteilt, an den Haftfolgen gestorben.
- Otto Schumann (geb. 5. November 1888 Magdeburg, gest. 3. Mai 1945 Lübecker Bucht)

war Mitglied der Hamburgischen Bürgerschaft von 1931 bis 1933 als Abgeordneter der SPD, Angestellter. Er wurde 1944 nach dem gescheiterten Attentat vom 20. Juli während der Aktion Gitter verhaftet und im KZ Neuengamme untergebracht. Er starb bei der Cap Arcona-Katastrophe in der Lübecker Bucht.
- Theodor Skorzisko (geb. 9. September 1899 Raschlowitz, 1941 für tot erklärt)

war Mitglied der Hamburgischen Bürgerschaft von 1931 bis 1932 als Abgeordneter der KPD, Elektromonteur. Er wurde im Herbst 1933 verhaftet und 1935 zu 18 Monaten Gefängnis verurteilt. Nach seiner Haftentlassung emigrierte er zunächst nach Prag, später nach Paris. 1940 wurde er mit einer schweren Lungenentzündung in ein Pariser Krankenhaus eingeliefert, vor dem Einmarsch der Deutschen sollte er im April 1940 evakuiert werden. Er gilt seitdem als verschollen.
- Ernst Thälmann (geb. 16. April 1886 Hamburg, gest. 18. August 1944 KZ Buchenwald)

war Mitglied der Hamburgischen Bürgerschaft von 1919 bis 1933 als Abgeordneter der KPD, Transportarbeiter und ab 1925 Vorsitzender der KPD. Am 3. März 1933 festgenommen und nach elfeinhalbjähriger Haft ermordet.
- Magda Thürey  (geb. 4. März 1899 Hamburg; gest. 17. Juli 1945 Hamburg)

war Mitglieder der Hamburgischen Bürgerschaft von 1932 bis 1933 als Abgeordnete der KPD, Lehrerin; ab 1933 organisierte sie Treffpunkte für Widerstandsgruppen, 1943 wurde sie verraten und in Schutzhaft genommen. Sie starb zwei Monate nach der Befreiung an den Folgen der Haft.
- Hans Westermann (geb. 17. Juli 1890 Hamburg, gest. 16. März 1935 Polizeigefängnis Fuhlsbüttel)

war Mitglied der Hamburgischen Bürgerschaft von 1928 bis 1930 als Abgeordneter der KPD, Schneider. Er wurde am 6. März 1935 verhaftet und starb zehn Tage später nach schweren Misshandlungen im Polizeigefängnis Fuhlsbüttel.
Die Gedenktafel am Aufgang zur Bürgerschaft bezieht ausdrücklich die Opfer totalitärer Gewalt mit ein. Das Gedenken gilt insbesondere:
- Alfred Levy (geb. 6. Januar 1885 in Hamburg, gest. 28. Mai 1938 in Butowo, Sowjetunion)

war Mitglied der Hamburgischen Bürgerschaft von 1921 bis 1927 als Abgeordneter der KPD, Schriftsetzer. Nach mehrmaligen Inhaftierungen floh er 1935 über Berlin und Prag in die Sowjetunion. Dort geriet er 1938 in die Stalinsche Säuberung, wurde verhaftet, zum Tode verurteilt und in Butowo erschossen.